# Wulfila
Svatý Wulfila nebo Ulfilas (mohlo by znamenat „Malý vlk“ – Vlček) (311? – 383 Konstantinopol) byl gótský biskup, misionář a překladatel, který úspěšně šířil ariánské křesťanství mezi Góty.

## Život
Wulfila byl patrně gótského původu, který žil jistou dobu v Byzantské říši, především v období, kdy v říši převládl arianismus. Kolem roku 340 byl vysvěcen Eusebiem z Nikomédie na biskupa. Po křtu se vrátil mezi gótské kmeny sídlící v severním Černomoří, kde působil jako misionář. Před pronásledováním se musel uchýlit do římské Nikopolis ad Istrum (asi 30 km severně od Veliko Tarnovo v dnešním Bulharsku), kde přeložil značnou část Bible z řečtiny do gótštiny. Za tím účelem upravil unciální řeckou abecedu a doplnil ji o několik znaků. Jeho překlad je unikátním dokladem staré germánštiny. Dochované části Wulfilova překladu jsou známy jako Codex Argenteus (Stříbrný kodex) a uchovává je univerzitní knihovna v Uppsale.

Wulfila pokřtil mnohé Vizigóty a Ostrogóty. Křesťanství mezi nimi šířil v ariánské podobě. Když Gótové později pronikli do západního Středomoří a založili zde své říše (tolosánskou v jižní Galii počátkem 5. století a ostrogótskou na Apeninském poloostrově na přelomu 5. a 6. století), lišili se svým vyznáním – jež více zdůrazňovalo hierarchii ve společnosti a lépe tak vyhovovalo vládnoucím vrstvám – jak od domorodého obyvatelstva, tak od svých katolických sousedů. Wulfilův překlad se však šířil hlavně tam a ze severní Itálie pochází i Codex Argenteus.

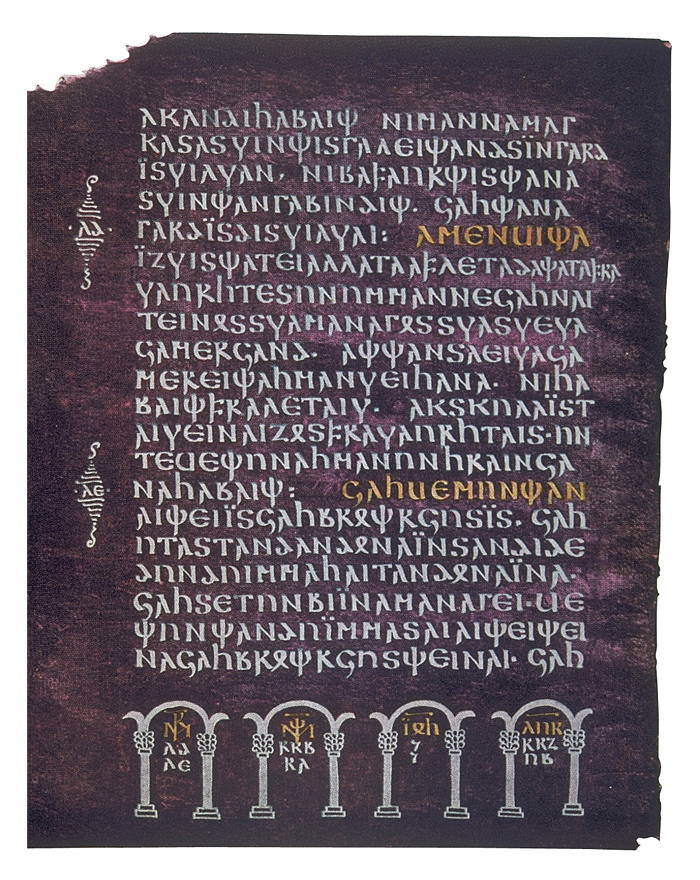
Stránka Wulfilovy Bible Codex argenteus (okolo 500)